# Tag der Schöpfung
Seit dem Jahr 2010 feiert die Arbeitsgemeinschaft Christlicher Kirchen in Deutschland (ACK) jährlich am ersten Freitag im September einen ökumenischen Tag der Schöpfung. Im Mittelpunkt stehen das Lob des Schöpfers, die eigene Umkehr angesichts der Zerstörung der Schöpfung und konkrete Schritte zu ihrem Schutz. Die Idee, diesen Tag zu feiern, stammt aus der Orthodoxen Kirche.

## Geschichte
Im Jahr 1989 lud der Ökumenische Patriarch von Konstantinopel Dimitrios „die ganze orthodoxe und christliche Welt“ ein, am 1. September „zum Schöpfer der Welt zu beten: mit Dankgebeten für die große Gabe der geschaffenen Welt und mit Bittgebeten für ihren Schutz und für ihre Erlösung“. Diese Initiative wurde 1992 von der gesamten Orthodoxen Kirche begrüßt und übernommen. Zugleich gehörten zum damaligen ökumenischen Diskurs Fragen zur Bewahrung der Schöpfung, Frieden und Gerechtigkeit und viele Christinnen und Christen engagierten sich bereits für den konziliaren Prozess. Teil dieses Prozesses waren die europäischen ökumenischen Versammlungen in Basel (1989), Graz (1997) und Sibiu (2007). Die Initiative des Ökumenischen Patriarchen wurde sowohl in Graz als auch in Sibiu aufgegriffen. Die Botschaft der 3. Europäischen Ökumenischen Versammlung in Sibiu empfiehlt sogar eine Zeit für die Schöpfung: „Wir empfehlen, dass der Zeitraum zwischen dem 1. September und dem 4. Oktober dem Gebet für den Schutz der Schöpfung und der Förderung eines nachhaltigen Lebensstils gewidmet wird, um den Klimawandel aufzuhalten.“ (Empfehlung X). Diese Schöpfungszeit wird inzwischen weltweit begangen. Auch die Charta Oecumenica, die 2001 von den Kirchen Europas unterzeichnet wurde, empfiehlt „einen ökumenischen Tag des Gebetes für die Bewahrung der Schöpfung in den europäischen Kirchen einzuführen.“ (Leitlinie 9).
Die Orthodoxe Kirche steht hierbei in der Tradition von Panodorus von Alexandrien, der den ersten Schöpfungstag auf den 29. August 5492 v. Chr. berechnete. Der christliche Chronograph Julius Africanus ließ die Zeitrechnung im griechisch-byzantinischen Kalender (Konstantinopler Epoche) mit dem 1. September 5508 v. Chr. beginnen. Mit dem 1. September beginnt traditionell das orthodoxe Kirchenjahr.
Die Mitgliedskirchen der Arbeitsgemeinschaft Christlicher Kirchen in Deutschland (ACK) haben die Charta Oecumenica auf dem 1. Ökumenischen Kirchentag 2003 für Deutschland angenommen. Die ACK griff auch die Empfehlung der Charta Oecumenica auf, einen Tag der Schöpfung einzuführen. Sie leitete einen zweijährigen Konsultationsprozess ein und beriet die Frage zur Einführung eines Tags der Schöpfung auf einem Informationstag in Brühl (2008) und einer Fachtagung (2009) in Mainz. Die Mitgliedskirchen der ACK gaben ein positives Votum zur Einführung eines Tags der Schöpfung. Auf ihrer Mitgliederversammlung in Augsburg (2009) beschloss die ACK den ökumenischen Tag der Schöpfung einzuführen, den sie auf dem 2. Ökumenischen Kirchentag 2010 in München feierlich proklamierte.
Die Mitgliederversammlung der ACK in Augsburg (2009) beschloss, den ökumenischen Tag der Schöpfung jährlich mit einer zentralen Feier am ersten Freitag im September zu begehen. Der Termin liegt im von der 3. Europäischen Ökumenischen Versammlung empfohlenen Zeitraum.

## Inhalte
Die inhaltliche Grundlage des Tags der Schöpfung ist der Lobpreis des Schöpfers, die Umkehr wegen des menschlichen Vergehens an der Schöpfung und das Einüben konkreter Schritte („Schule des Mit-Leidens“).
Nach der Auftaktveranstaltung am 3. September 2010 in Brühl (Rheinland) gab es folgende zentrale Feiern: 2011 in Berlin (Motto: „Bei Dir, Gott, ist die Quelle des Lebens“ – Ps. 36,10), 2012 in Nagold („Jetzt wächst Neues“ – Jesaja 43,19), 2013 in Hamburg („Gottes Schöpfung – Lebenshaus für alle“), 2014 in München („Staunen. Forschen. Handeln – Gemeinsam im Dienst der Schöpfung“), 2015 in Borna („Zurück ins Paradies?“), 2016 in Bingen („Die ganze Schöpfung – Lobpreis Gottes“), 2017 in Lübeck („Soweit Himmel und Erde ist“), 2018 in Starkow („Von meinen Früchten könnt ihr leben“) sowie 2019 in Heilbronn ("Salz der Erde" – Mt 5,13).

## Materialien
Die Arbeitsgemeinschaft Christlicher Kirchen in Deutschland erarbeitet in jedem Jahr gemeinsam mit lokalen Vertretern der zentralen Feierlichkeiten umfangreiche Gottesdienst- und Arbeitsmaterialien, die zur Vorbereitung und Durchführung von Gottesdiensten vor Ort als Anregung dienen sollen. Begleitend werden weitere Informationen auf der Website zum Schöpfungstag bereitgestellt. Dort können auch die Materialien der vergangenen Jahre eingesehen werden.

## Tage der Schöpfung mit ihren Themen und Orten der zentralen Feier
| Jahr | Motto                                                          | Ort                                    | Beteiligung | Bemerkung |
| ---- | -------------------------------------------------------------- | -------------------------------------- | --- | --- |
| 2010 |                                                                | Brühl (Rheinland)                      | ACK Nordrhein-Westfalen                                                                                                 | 1. Feier des Schöpfungstages als Auftaktveranstaltung                                                                                                  |
| 2011 | Bei Dir, Gott, ist die Quelle des Lebens – Ps. 36,10           | Berlin                                 | Ökumenischer Rat Berlin-Brandenburg                                                                                     | |
| 2012 | Jetzt wächst Neues – Jesaja 43,19                              | Nagold                                 | ACK Baden-Württemberg                                                                                                   | |
| 2013 | Gottes Schöpfung – Lebenshaus für alle                         | Hamburg                                | ACK Hamburg | |
| 2014 | Staunen. Forschen. Handeln – Gemeinsam im Dienst der Schöpfung | München                                | ACK Bayern | |
| 2015 | Zurück ins Paradies?                                           | Borna                                  | ACK Sachsen | |
| 2016 | Die ganze Schöpfung – Lobpreis Gottes                          | Bingen                                 | ACK Hessen-Rheinhessen                                                                                                  | |
| 2017 | Soweit Himmel und Erde ist                                     | Lübeck                                 | ACK Schleswig-Holstein                                                                                                  | |
| 2018 | Von meinen Früchten könnt ihr leben                            | Starkow                                | ACK Mecklenburg-Vorpommern                                                                                              | |
| 2019 | Salz der Erde – Mt 5,13                                        | Heilbronn                              | ACK Baden-Württemberg                                                                                                   | |
| 2020 | (w)einklang                                                    | Landau in der Pfalz                    | ACK Region Südwest | fand aufgrund COVID-19 überwiegend hybrid statt |
| 2021 | Damit Ströme lebenden Wassers fließen                          | Bregenz, Lindau (Bodensee), Romanshorn | ACK Bayern, AGCK, ÖRKÖ                                                                                                  | Erstmals fand der Schöpfungstag international gemeinsam an einem Tag gefeiert statt. Die drei Orte waren durch eine Schifffahrt miteinander verbunden. |
| 2022 | Die Liebe Gottes versöhnt und eint die leidende Schöpfung      | Karlsruhe                              | ACK Baden-Württemberg, ACK Karlsruhe, lokales Koordinierungsbüro der Vollversammlung des Ökumenischen Rates der Kirchen | anlässlich der 11. Vollversammlung des ÖRK wird zentral in Karlsruhe mit Christen aus der ganzen Welt gefeiert                                         |
| 2023 | Damit ihr das Leben in Fülle habt                              | Bremen                                 | ACK Bremen | Eingebunden in ein Straßenfest auf dem Grasmarkt und mit Empfang im Haus der Bürgerschaft                                                              |
| 2024 | Lass jubeln alle Bäume des Waldes                              | Eberswalde                             | Ökumenischer Rat Berlin-Brandenburg (ÖRBB e.V.)                                                                         | Mit Rahmenprogramm im Familiengarten und ökumenischen Gottesdienst in der Stadthalle als Kooperation mit der Hochschule für nachhaltige Entwicklung.   |
| 2025 | Gott, Du hilfst Menschen und Tieren                            | Bad Sassendorf                         | ACK Nordrhein-Westfalen                                                                                                 | in Kooperation mit Haus Düsse. |

## Varianten

### Italien
In Südtirol wird der Tag seit 1998 am 1. September gefeiert, wie 1997 bei der Zweiten Europäischen Ökumenischen Versammlung 1997 in Graz beschlossen wurde.
In der Vesper des orthodoxen Schöpfungstages wird die Schöpfungsgeschichte verlesen.

### Vatikan
Die römisch-katholische Kirche hat den Impuls aus der Orthodoxen Kirche aufgegriffen und 2015 den 1. September als Weltgebetstag für die Bewahrung der Schöpfung eingeführt. Papst Franziskus sandte einen Brief an die beiden Kardinäle Peter Turkson und Kurt Koch, mit dem Auftrag, diesen Tag innerkatholisch zu gestalten und in ökumenischer Zusammenarbeit zu fördern.

### Amerika
Die Evangelisch-Lutherische Kirche in Amerika feiert einen Tag der Schöpfung am 22. April, als kirchliche Variante des Tages der Erde.